# Patrick Siegfried Zimmer

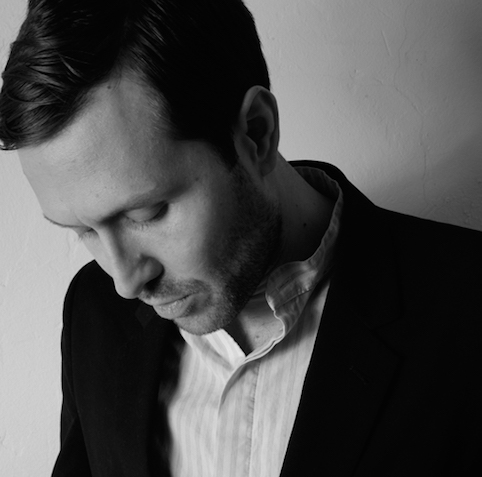
Patrick Siegfried Zimmer aka finn. 2011

Patrick Siegfried Zimmer (* 28. März 1977) ist ein deutscher Musiker. Er wurde vor allem unter seinem Pseudonym finn. bekannt.

## Karriere
Zimmer gilt mit seinen anfänglich auf Vier-Spur-Rekorder aufgenommenen Songs, die er meist mit Drumcomputer-Rhythmen und Mellotron-Streichern arrangierte, als einer der Vorreiter des Indietronic und als Vertreter der Lo-Fi-Bewegung. Seit 2003 veröffentlichte er beim Hamburger Independent-Label Sunday Service und dem belgischen Independent-Label [PIAS] Recordings. Zimmers Musik wurde als „leise, feinsinnig, weich und nachgiebig“ beschrieben. Er wirkt durch Stimme, Gitarre, Synthesizer und Drumcomputer.
Seit 2011 benutzt er seinen bürgerlichen Namen und legte das Pseudonym finn. ab. Er arbeitete mit Robert Stadlober, Blixa Bargeld, Dirk von Lowtzow und Klaus Maeck an seinem ersten Kinospielfilm Anhedonia – Narzissmus als Narkose, der 2016 in die Kinos kam.

## Diskographie

### Als finn.
- 2003: expose yourself to lower education (Sunday Service)
- 2004: expose yourself to disco education (Sunday Service)
- 2005: the ayes will have it (Sunday Service)
- 2006: the nays will have it (Sunday Service)
- 2007: moon river / tiny dancer (Sunday Service)
- 2008: the best low-priced heartbreakers you can own ([PIAS] Recordings / Erased Tapes Records)
- 2011: crying in the rain feat. Dirk von Lowtzow (Sunday Service)
- 2011: I wish I was someone else (Sunday Service)[13]

### Als Patrick Siegfried Zimmer
- 2016: Anhedonia »Die Original Filmmusik« (PSZ Recordings)
- 2018: Eternity (PSZ Recordings)
- 2018: Silhouette (PSZ Recordings)
- 2018: Waltz (PSZ Recordings)
- 2018: Memories I–X (PSZ Recordings)
- 2019: Eternity Lambert Rework (PSZ Recordings)
- 2019: Eternity feat. Sophia Kennedy (PSZ Recordings)
- 2019: Hatschitschitschi (PSZ Recordings)
- 2019: Eternity feat. Stephan Eicher (PSZ Recordings)
- 2019: Eternity feat. König Boris (PSZ Recordings)
- 2020: Eternity feat. Zachary Johnson (PSZ Recordings)
- 2020: Eternities (PSZ Recordings)
- 2021: Aurora (PSZ Recordings)
- 2021: Tempus (PSZ Recordings)
- 2021: Ortus (PSZ Recordings)
- 2021: Eve (PSZ Recordings)
- 2021: Memories XI–XX (PSZ Recordings)
- 2024: The Sea (PSZ Recordings)
- 2024: The Truth (PSZ Recordings)
- 2024: The Death (PSZ Recordings)
- 2024: The Why (PSZ Recordings)
- 2024: The Dark (PSZ Recordings)
- 2024: Memories XXI–XXX (PSZ Recordings)

## Filmografie
- 2015: Anhedonia – Narzissmus als Narkose
- 2015: Mishegas
- 2017: Rüdiger – Ausstieg als Aufstieg